# Клан Маклахлан

Емблема (хрест, гребінь) клану Маклахлан.

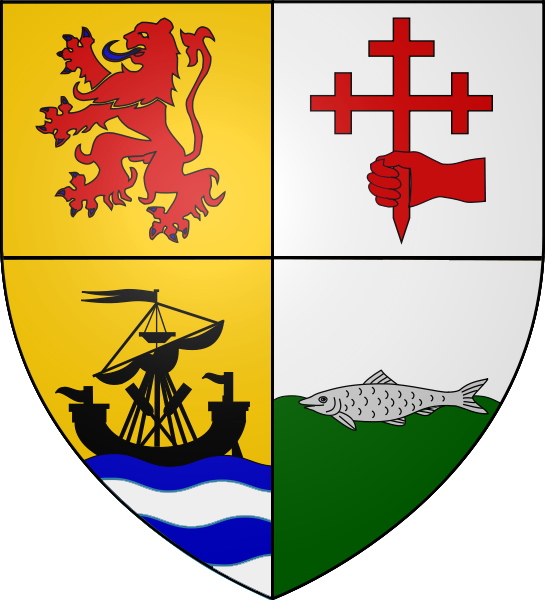
Герб вождів клану Маклахлан.

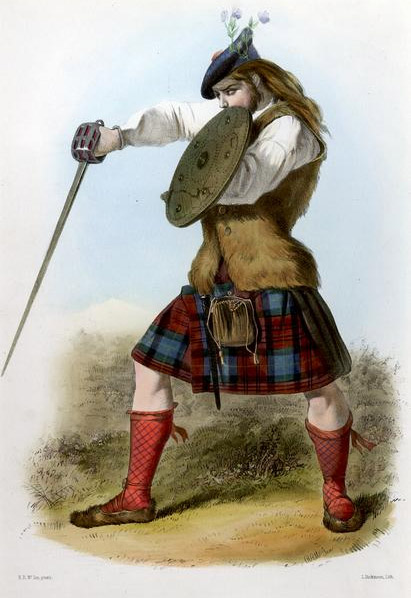
Чоловік з клану Маклахлан у традиційному одязі. Картина художника Р. Р. МакЯна, 1845 р.

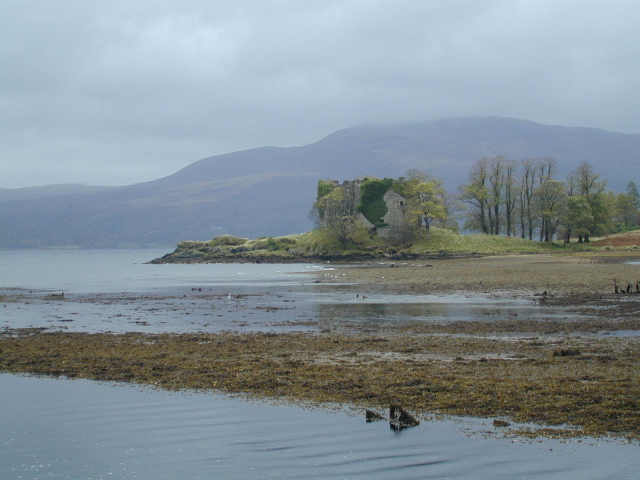
Руїни замку Лахлан на берегах озера Лох-Файн. XV століття.

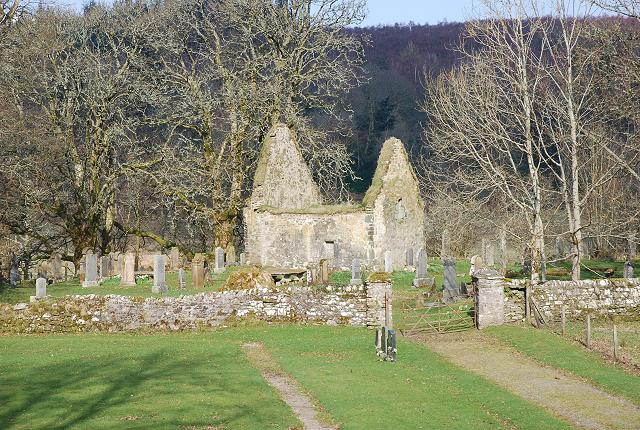
Руїни церкви Кілморі.

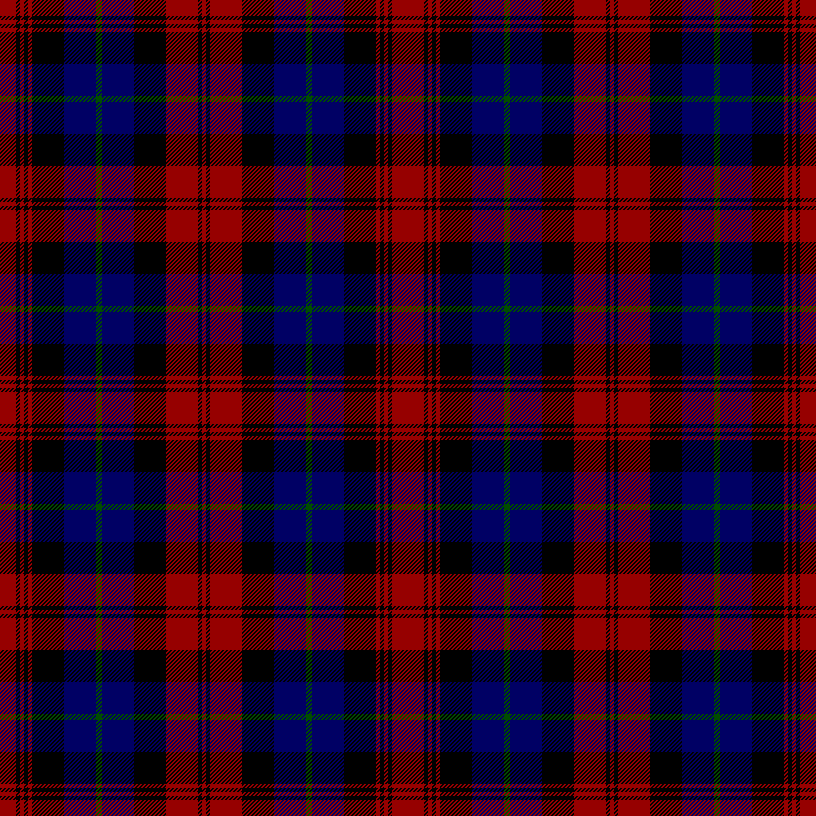
Тартан клану Маклахлан.

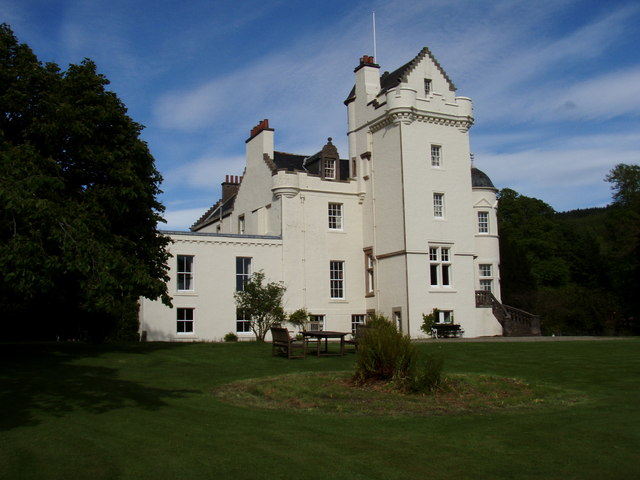
Новий замок Лахлан — нинішня резиденція вождів клану Маклахлан.

Клан Маклахлан (шотл. Clan Maclachlan або Clan Lachlan) — він же: клан Лахлан — один з кланів гірської Шотландії (Гайленд). Володів землями Страхлахлан (шотл. гел. Strathlachlan) біля озера Лох-Файн, в Аргайлі, на західному узбережжі Шотландії. Історичні перекази клану стверджують, що клан походить від Лахлана Мора (Лахлана Великого), що жив на берегах озера Лох-Файн у XIII столітті і саме від місцевість де він проживав отримала назву Страхлахлан. На його честь називається замок Лахлан та затока Лахлан. Згідно історичних переказів Лахлан Мор походить з ірландської королівської династії О'Ніл (О'Нейлл, Ва Нейлл) — від Антрохана О'Нейлла (ірл. Ánrothán Ua Néill) — сина Флайхбертаха О'Нейлла (ірл. Flaithbertach Ua Néill) — короля Айлеха, що належав до клану Кенел н-Еогайн (ірл. Cenél nEógain). Флайхбертах помер у 1036 році. Клан Маклахлан пов'язаний родинними зв'язками з кланами Ламонт, Івен Оттер, МакНіл Барра, МакСвін — всі ці клани походять від Антрохана О'Ніла, що залишив Ірландію і переселився до Шотландії в ХІ столітті. Предком королівської династії О'Нілів (О'Нейллів) був верховний король Ірландії Ніл Дев'яти Заручників (ірл. Niall Noigíallach) 368—395 роки правління.
Клан брав участь у повстаннях якобітів у XVIII столітті, був прихильником Стюартів у їх боротьбі за трон королів Шотландії і незалежність Шотландії. XVII вождь клану Маклахлан загинув у битві під Куллоден у 1746 році. Після поразки повстання урядові кораблі Великої Британії знищували з гармат замок Лахлан.
Сьогодні люди з клану Маклахлан живуть крім Шотландії в Австралії, Канаді, Новій Зеландії, Сполучених Штатах Америки, Ірландії.

## Символи клану
Символ клану — гілка горобини
Клич клану — Moladh Mairi — Молад Майрі — Хвала діві Марії (гельск.)
Гасло клану — Fortis et fidus — Сильний і вірний (лат.)

## Історія клану Маклахлан

### Походження
Згідно історичних переказав клан МаклЛахлан походить від Лахлана Мора (Лахлана Великого), що жив на берегах озера Лох-Файн у XIII столітті. Лахлан далежав до ірландського клану, що переселився з Ірландії до Шотландії в ХІ столітті. Засновником цього клану був Антрохан (ірл. Anrothan) — син Аода (Еда) О'Ніла (ірл. Aodh O'Neil) короля невеликого королівства Айлех на півночі Ірландії. Аод О'Ніл одружився з шотландською принцесою і отримав у подарунок землі. Історик Монкріфф (шотл. Moncreiffe) пише, що скоріше за все Антрохан одружився з дочкою вождя клану, що володів землями Аргайл або з дочкою вождя клану, що володів землями Ковал. Завдяки цьому шлюбу нащадки Антрохана володіли землями Кнепдейл та Ковал. Кілька шотландських кланів претендують на походження від Антрохана — в тому числі клани Ламонт, МакЕвой Оттер (МакІвен Оттер), МакНейлл Барра, МакСвін. Так само ірландський клан МакСвіні стверджує, що походить від Антрахана, що предки цього клану повернулись до Ірландії у XIV столітті як вожді Геллоуглас.

### Рання історія
У 1230 Гілхріст Маклахлан отримав статут Кілфінан (шотл. Kilfinan), що був даний Лауманусом — засновником клану Ламонт. Перше документальне свідчення про власність клану на землі було зафіксовано в 1292 році, коли Гіллескел МакЛахан (шотл. гел. Gilleskel Maclauchlan) отримав право на володіння землями Ергардія (шотл. гел. Ergadia) від короля Шотландії Джона.
Гіллескел Маклахлан підписав «Рагман Роллс» — присягу вождів шотландських кланів на вірність королю Англії Едуарду І у 1296 році. Еле в документ вкралася помилка з вини писарів того часу. У той час іноземні писарі замість незвичного кельтського імені Лахлан вживали ім'я Рохланд або Роланд. Таким чином в «Рагман Роллс» замість Гіллескел МакЛахан потрапило нечуване ім'я Гіласкоп фіз Роланд де конт де Перт (норм. — Gilascope fiz Rouland, de counte de Perth).
Клан підтримав Роберта Брюса під час війни за незалежність Шотландії і за це між 1306 та 1322 роками отримав від Роберта І Брюса короля Шотландії землі в розмірі десяти пеннілендів в Страхлахлані. Назва клану з'являється в списку вождів шотландських кланів, що ввійшли до парламенту Шотландії короля скоттів в Сент-Ендрюс. У 1309 році вождь клану Маклахлан Гіллескел підписав лист до короля Франції Філіпа IV, що просив шотландців узяти участь у хрестовому поході. Вожді шотландських кланів відповіли, що вони перебувають зараз в стані війни з Англією і тому не можуть взяти участь у хрестовому поході.
У 1314 році Гіллескел Маклахлан, що назвав себе Гіллеспі Маклахланом Аргайлським, пожертвував сорок шиллінгів зі своїх земельних прибутків монахам-домініканцям з Глазго. Гіллескел Маклахлан помер у 1322 році і його на посаді вождя клану замінив його брат Патрік. Патрік Маклахлан одружився з дочкою Джеймса Стюарда Шотландського, мав сина Лахлана, що успадкував титул вождя клану. У 1410 році Ян Маклахлан — лорд Страхлахлана прийняв статут Ламонт. У 1456 році син Лахлана Дональд (Donaldus Maclachlane dominus de Ardlawan) за прикладом своїх предків давав монахам Глазго шість шилінгів і вісім пенсів на рік.
Існує традиція, що виникла в часи хрестових походів — лорди Маклахлан та лорди Кемпбелл Страхур присутні на похованні один одного. Походить від старої обітниці цих кланів йти разом в хрестовий похід і поховати товариша по зброї якщо той у хрестовому поході загине.

### XV століття
У 1487 році вождь клану — Ян Маклахлан був свідком при укладанні документів про союз між Дугаллом Стюартом з Аппіна та Колліном Кембеллом , І графом Аргайла. Ян Маклахлан помер у 1509 році і його син Гіллескоп (або Арчибальд) одружився з дочкою Яна Ламонта з Інверайн — вождя клану Ламонт. Яну успадкував його син Лахлан, що згодом вигнав Арчібальда Ламонта зі своїх земель. В зв'язку з цим вождь клану Маклахлан був викликаний до Таємної Ради, що постановила: хоч Лахлан і має право на володіння землями через свого діда по материнській лінії (вождя клану Ламонт), але спадкоємець з клану Ламонт має більше прав на ці землі ніж клан Маклахлан. Лахлан помер десь між 1557 і 1559 роками і йому успадкував його син Арчибальд. У 1587 році назва клану з'являється в списках землевласників Хайленду. Арчибальд мав три дочки і жодного сина, тому йому успадкував його племінник — Лахлан Ог.
Але Лахлан Ог змушений був піти з посади вождя клану і відмовитись від власності на землі через вбивство Роберта Ламонта Сілверкрага. Лахлан Ог брав участь у війні між кланами підтримуючи Арчібальда Кембелла — VII графа Аргайла в його війні проти сера Джеймса МакДональда Айла у 1615 році.
Лахлану Маклахлану успадкував його син Арчибальд, що став XV вождем клану Маклахлан. У 1680 році Арчибальд Маклахлан отримав титул барона від короля Карла II і став називатися бароном Страхлахлан. Цей титул вожді клану Маклахлан мають і донині.

### Клан Маклахлан і якобіти
Клан Маклахлан завжди був відданий справі якобітів. Клан брав участь у битві під Кіллікранкі в 1689 році. Під час повстання якобітів у 1715 році Лахлан Маклахлан підписав відозву у якій запрошував «законного короля Джеймса VIII Стюарта на трон королів Шотландії». Клан брав участь у битві під Шеріфмур і продовжував чинити збройний опір до 1720 року, коли вождь клану Маклахлан був вбитий. XVII вождь клану Маклахлан, якого звали Лахлан, брав участь у повстанні якобітів у 1745 році і загинув в битві під Куллоден. Більше 200 чоловік з клану Маклахлан були тоді в лавах повстанців. Після поразки повстання якобітів англійський військовий корабель обстріляв замок Лахлан змушуючи клан покинути свої землі. Землі клану були конфісковані урядом Великої Британії. Але III герцог Аргайл — Арчибальд Кемпбелл заступився за клан Маклахлан, і в 1747 році землі були повернуті клану і була вручена клану грамота на володіння землями.

## Сучасне клану Маклахлан
На початку ХІХ століття був збудований новий замок Лахлан для вождів клану. Цей замок лишається резиденцією вождів клану і донині. Останнім з чоловіків, що обіймав посаду вождя клану Маклахлан був Джон Маклахлан (помер у 1942 році). Він мав тільки дочок. Всупереч традиції вождем клану стала його дочка — Марджорі Маклахлан. Після її смерті у 1996 році вождем клану став її син Еван Джон Маклахлан — XXV вождь клану і барон Страхлахлан, член постійної ради шотландських вождів.